# Herman Van Breda
Herman Leo Van Breda (geboren als Leo Marie Karel) (Lier, 28 februari 1911 - Leuven, 4 maart 1974) was een franciscaan, filosoof en stichter van de Husserl-archieven aan het Hoger Instituut voor Wijsbegeerte verbonden aan de Katholieke Universiteit Leuven.
Op 19 augustus 1934 werd hij tot priester gewijd en in 1936 startte hij met zijn studies wijsbegeerte aan de Katholieke Universiteit Leuven, waar hij in 1941 zijn doctoraat behaalde met een proefschrift over de fenomenologie van Edmund Husserl. Hij werd later hoogleraar in Leuven, waar hij verbleef tot zijn overlijden in 1974.

## Husserl-archieven
Van Breda redde de uitgebreide collectie aan geschriften en manuscripten van Edmund Husserl, die op het punt stonden vernietigd te worden door de nazi's.
In 1938 reisde Van Breda naar Freiburg im Breisgau (Duitsland) voor verder opzoekingswerk om zijn doctoraatsverhandeling te voltooien. Ter plekke gekomen trof hij de nalatenschap van Edmund Husserl (1859-1938) aan onder de vorm van meer dan 40.000 manuscripten geschreven in Gabelsberger steno, alsook Husserls volledige academische bibliotheek. De politieke situatie in Duitsland op dat moment overtuigde Van Breda van de noodzaak deze manuscripten en de bibliotheek naar Leuven over te brengen. Teneinde de documenten uit nazi-Duitsland gesmokkeld te krijgen, had hij echter niet alleen de hulp nodig van de rector van de Leuvense universiteit, maar ook van de Belgische regering. De toenmalige Belgische eerste minister, Paul-Henri Spaak, gaf Van Breda de toelating de documenten van Freiburg naar de Belgische ambassade in Berlijn te brengen. Vervolgens werden de documenten, vermomd als diplomatieke post, van Berlijn naar Leuven overgebracht.
Van Breda wist ook Husserls voormalige assistenten Eugen Fink en Ludwig Landgrebe te overtuigen mee naar Leuven te komen, om aldaar aan de redactie van de documenten mee te werken. Bij het begin van de Tweede Wereldoorlog werden deze documenten bewaard in de Leuvense universiteitsbibliotheek. De bibliotheek brandde echter helemaal uit op 17 mei 1940. Gelukkig besloot Van Breda een week voor de brand om de documenten naar het Hoger Instituut voor Wijsbegeerte over te brengen.
In 1943 werden de documenten wegens veiligheidsredenen verspreid over verschillende locaties, zoals de kelder van het Hoger Instituut voor Wijsbegeerte (te Leuven) en de Abdij van Postel. Na de oorlog werden de documenten terug verzameld op het Hoger Instituut voor Wijsbegeerte, waar ze de basis vormden voor de Husserliana-edities; het verzameld werk van Edmund Husserl.
Voor zijn inspanningen om Husserls werk te vrijwaren en te verspreiden werd Van Breda een eredoctoraat uitgereikt aan de Albert Ludwigs Universiteit te Freiburg.